# Лютково (Вармінсько-Мазурське воєводство)
Лютково (пол. Lutkowo, нім. Lüdtkenfürst) — село в Польщі, у гміні Лельково Браневського повіту Вармінсько-Мазурського воєводства.
Населення — 58 осіб (2011).
У 1975-1998 роках село належало до Ельблонзького воєводства.

## Демографія
Демографічна структура станом на 31 березня 2011 року:
|          | Загалом | Допрацездатний вік | Працездатний вік | Постпрацездатний вік |
| -------- | ------- | ------------------ | ---------------- | -------------------- |
| Чоловіки | 29      | 10                 | 19               | 0                    |
| Жінки    | 29      | 7                  | 18               | 4                    |
| Разом    | 58      | 17                 | 37               | 4                    |